# Estadio General Severiano
El Estadio General Severiano era un estadio de fútbol ubicado en la ciudad de Río de Janeiro en Brasil que fue la sede del Botafogo FR y contaba con capacidad para 20000 espectadores.

## Historia
El estadio fue construido en 1912, fue inaugurado el 13 de mayo de 1913 en un partido donde Botafogo venció al Flamengo por 1–0 con gol de Mimi Sodré.
Luego de los cambio hechos por el arquitecto Rafael Galvão por 10 años, el Estádio General Severiano fue reinaugurado el 28 de agosto de 1938 donde Botafogo venció al Fluminense por 3–2. El estadio fue cerrado en 1970, bajo la administración de Charles Borer, luego de que la sede del Botafogo fuera vendida a la Companhia Vale do Rio Doce. El Estádio General Severiano fue demolido en 1977.

## CT João Saldanha
Un campo de entrenamiento llamado Centro de Treinamento João Saldanha fue inaugurado el 29 de marzo de 2004 en el mismo lugar donde se encontraba el Estádio General Severiano. El nombre del estadio es en homenaje a João Saldanha, seguidor del Botafogo que fue entrenador y presidente del club.